# Жан-Шарль Валладон
Жан-Шарль Валладон (фр. Jean-Charles Valladont; 20 березня 1989) — французький спортсмен, стрілець з лука. Срібний призер Літніх Олімпійських ігор 2016 року в Ріо-де-Жанейро.

## Кар'єра

### Літні Олімпійські ігри 2008
На кваліфікації літніх Олімпійських ігор в Пекіні з результатом 656 був посіяний 35-м. У першому раунді зустрівся з австралійцем Майклом Нарею, який був посіяний 30-м, і програв йому з рахунком 106-108. Нарей в свою ж чергу в другому раунді програв українцю Віктору Рубану, який в кінцевому підсумку виграв золоту медаль.

### Літні Олімпійські ігри 2016
На кваліфікації літніх Олімпійських ігор у Ріо-де-Жанейро з результатом 680 був посіяний 8-им. Почав турнір з перемоги над івуарійцем Філіпа Куассі — 6:4. В 1/16 фіналу здолав українця Віктора Рубана — 6:0. В 1/8 фіналу з таким же рахунком переміг таїландського стрільця Віттхая Тхамвонг. У чвертьфіналі з допомогою тай-брейку (6:5) здолав італійця Мауро Несполі. У півфіналі здолав нідерландського стрільця Шефа ван ден Берга — 7:3. З таким же рахунком у фіналі програв корейцю Ку Пон Чхан і закінчив виступ із срібною медаллю.
Також взяв участь у командній першості, де був в одній команді з Даніелем Лукасом і П'єром Пліоном. Показавши 5 результат серед 12 збірних, в 1/8 фіналу Франція потрапила на Малайзію і перемогла її з рахунком 6-2. У чвертьфіналі з рахунком 3-5 програли австралійцям.

## Виступи на Олімпіадах
| Олімпіада           | Дисципліна             | Місце |
| ------------------- | ---------------------- | ----- |
| Пекін 2008          | індивідуальна першість | 33    |
| Ріо-де-Жанейро 2016 | індивідуальна першість | 2     |
| Ріо-де-Жанейро 2016 | командна першість      | 5     |
| Токіо 2020          | індивідуальна першість | 33    |
| Токіо 2020          | командна першість      | 9     |
| Париж 2024          | індивідуальна першість | 33    |
| Париж 2024          | командна першість      | 2     |